# Щитовник картузианский
Щито́вник картузиа́нский, или иго́льчатый, или ланцетногребенчатый, или шартрёзский, или тата́рский (лат. Dryópteris carthusiána) — крупный лесной розеточный папоротник, вид рода Щитовник.
Самый обыкновенный из папоротников в лесной зоне России.

## Название
Название Polypodium carthusianum (переименован Хансом Петером Фуксом в Dryopteris carthusiana в 1959 году) было предложено и опубликовано Домиником Вийяром в 1786 году.
Видовые эпитеты картузианский и шартрёзский образованы от латинского (в первом случае) и французского названий монастыря Гранд-Шартрёз, первой и главной обители ордена картузианцев (картезианцев) — лат. Cartusia (фр. La Grande Chartreuse).
Применение видового эпитета шартрский неправомерно.

### Синонимы
- Aspidium spinulosum Sw.
- Dryopteris lanceolatocristata (Hoffm.) Alston
- Dryopteris spinulosa (O.F.Müll.) Kuntze
- Dryopteris spinulosa (O.F.Müll.) Watt
- Nephrodium spinulosum Strempel
- Polypodium carthusianum Vill.basionym
- Polypodium lanceolatocristatum Hoffm.
- Polystichum spinulosum Lam. & DC.
- Thelypteris spinulosa Nieuwl.

Гибридизирует с пятью другими видами щитовника.

## Ботаническое описание

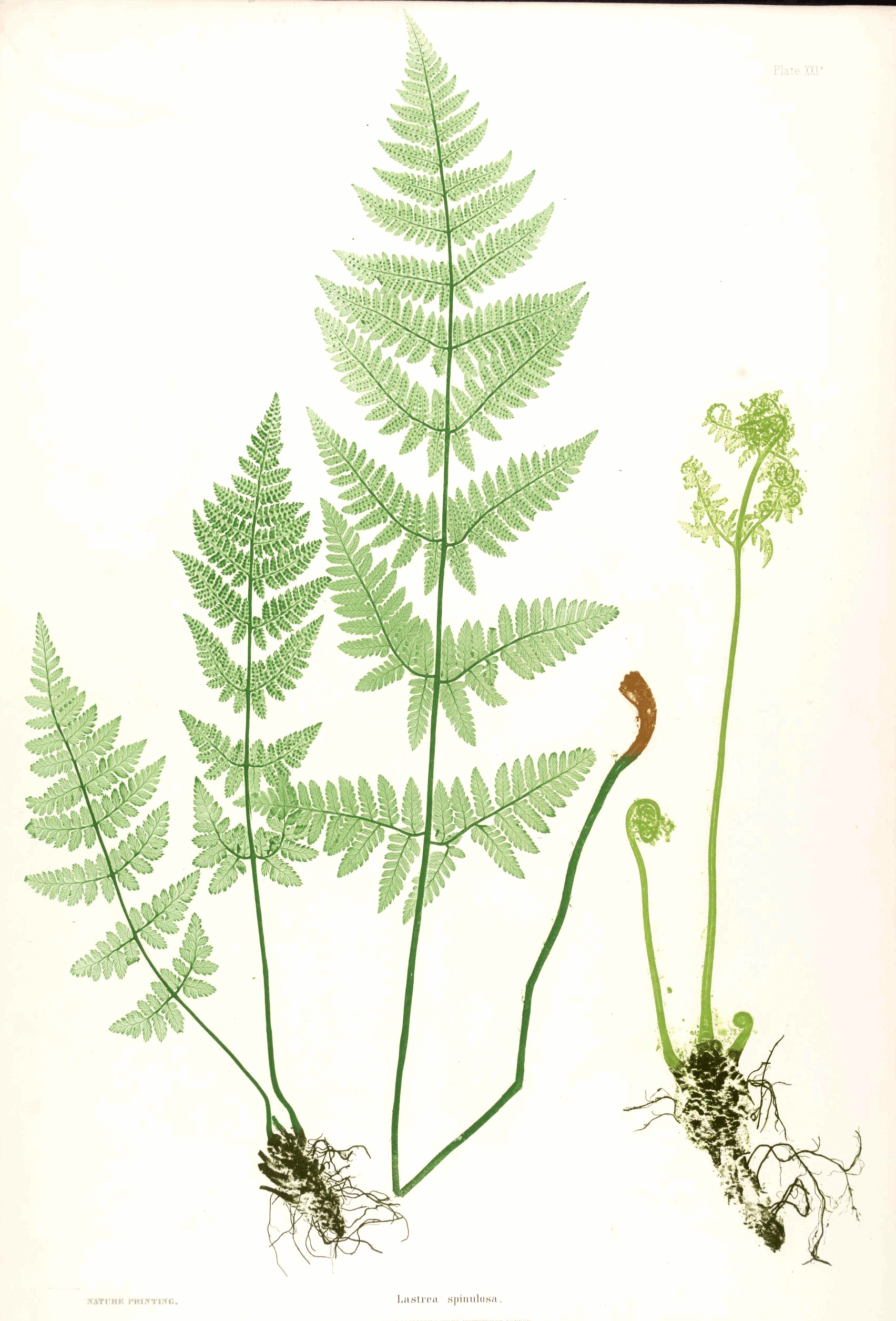
Ботаническая иллюстрация из книги Томаса Мура The Ferns of Great Britain and Ireland, 1857

Многолетнее розеточное наземное травянистое растение до 80 см высотой с утолщённым (4—12 мм) и коротким косым чёрно-бурым корневищем.
Розетка вай отмирает на зиму или иногда зимует. Вайи 30—50 см длиной и до 25 см шириной, кожистые или травянистые, очерёдные. Черешки зеленоватые или зеленовато-жёлтые, длинные, по крайней мере, не короче 1⁄4—1⁄5 длины пластинки, покрыты одноцветными светло-бурыми овальными плёнчатыми чешуйками. Пластинка листа снизу голая (этим отличается от схожего щитовника распростёртого) или по рахису и с нижней стороны долей первого порядка с редкими линейными или ланцетными, длинно заострёнными, светло-бурыми чешуями. Форма пластинки варьирует от продолговатой до треугольно-яйцевидной, трижды перисто-рассечённая, к основанию немного суженная. Самые нижние доли первого порядка треугольно-ланцетные, неравнобокие, короче выше расположенных, остальные ланцетные, коротко заострённые, перисто-рассечённые. Доли второго порядка продолговатые, глубоко перисто-рассечённые. Зубцы сегментов второго порядка могут быть заострёнными, но всегда без длинных щетинок; первая нижняя доля бокового сегмента примерно в 1,5 раза длиннее верхней; первые его доли супротивные, самые нижние на коротких черешочках. Конечные зубчики листа заканчиваются шиловидным остриём.
Похож на щитовника распростёртого, но отличается от него узкотреугольными листовыми пластинками и отсутствием тёмных пятен на чешуйках, расположенных на черешке вайи. Очень важный признак — длина первого сегмента второго порядка у самой нижней доли листа. В отличие от щитовника распростёртого, обращённый книзу сегмент длиннее противолежащего (обращённого к верхушке) не более чем в 2 раза.
Спорангии расположены по жилкам на нижней поверхности листьев. Сорусы округлые; индузии округло-почковидные, некрупные, голые, почти цельнокрайные. Споры широкобобовидные, складчатые, с шипиками и бородавками по всей поверхности. Покрывальце мелкое, не прикрывающее сорусы, голое почковидное, цельнокрайное, прикрепляется по радиусу.
Спороносит в европейской части России в июле — августе.
Число хромосом 2n = 164.
|                                           |  |
| Слева направо: часть листа (вайи), сорусы |  |

### Химический состав
Всё растение содержит фенольные соединения, антоцианы. В листьях найдено эфирное масло.

## Распространение и экология
Ареал — голарктический.
Распространён в Евразии и в северной части Северной Америки.
В России преимущественно в лесной зоне европейской части и Восточной Сибири. Самый распространенный и массовый вид папоротника в Средней России.
Теневыносливое и даже тенелюбивое растение. Растёт по сырым каменистым осыпям и россыпям в субальпийском поясе (взбираясь до высоты 1 200 м над уровнем моря), в кустарниковых зарослях, в разнообразных лесах, преимущественно темнохвойных, по опушкам и полянам, часто у стволов ели, между корневыми лапами и у разлагающихся пней, способен выживать на вырубках.
Мезофит и мезотроф.

### Охранный статус
Щитовник картузианский внесён в Красную книгу Республики Молдова.

## Патогенные грибы
Некоторые виды аскомицетов рода Тафрина (Taphrina) паразитируют на щитовнике картузианском. Taphrina athyrii, встречающаяся в северных и горных регионах Европы, вызывает пятнистость листочков, евразиатско-североамериканский вид Taphrina filicina вызывает появление галлов.

## Хозяйственное значение и применение
Декоративное и лекарственное растение.
Есть указания на ядовитость.
Корневища могут быть использованы как антигельминтное. Водный и спиртовой экстракты корневищ, водный экстракт листьев проявляют бактериостатическую активность. В Белоруссии корневища используют при дерматомикозах.
Эскимосы Аляски корневища используют в пищу в жареном виде.
Осадок при выпаривании ацетонового экстракта молодых листьев обладает гиббереллиноподобными свойствами.
Сухие листья у некоторых народов России — заменитель курительного табака.
Растение может быть использовано как кормовое для домашних коз.